# Rudno (gromada w powiecie lubartowskim)
Rudno – dawna gromada, czyli najmniejsza jednostka podziału terytorialnego Polskiej Rzeczypospolitej Ludowej w latach 1954–1972.
Gromady, z gromadzkimi radami narodowymi (GRN) jako organami władzy najniższego stopnia na wsi, funkcjonowały od reformy reorganizującej administrację wiejską przeprowadzonej jesienią 1954 do momentu ich zniesienia z dniem 1 stycznia 1973, tym samym wypierając organizację gminną w latach 1954–1972.
Gromadę Rudno z siedzibą GRN w Rudnie utworzono – jako jedną z 8759 gromad na obszarze Polski – w powiecie lubartowskim w woj. lubelskim na mocy uchwały nr 11 WRN w Lublinie z dnia 5 października 1954. W skład jednostki weszły obszary dotychczasowych gromad Rudno, Zofianówka, Elżbietów, Rawa, Młyniska, Podlodówek, Gołąb wieś i Aleksandrówka ze zniesionej gminy Rudno w tymże powiecie. Dla gromady ustalono 24 członków gromadzkiej rady narodowej.
1 stycznia 1960 do gromady Rudno włączono wieś Gawłówka, kolonię Grabów i kolonie Stasin ze zniesionej gromady Sobolew, wieś Krupy, wieś i leśniczówkę Lipniak, wieś i kolonię Giżyce oraz wieś Wólka Michowska ze zniesionej gromady Krupy oraz wieś Wypnicha i kolonię Gołąb ze zniesionej gromady Wypnicha w tymże powiecie.
Gromada przetrwała do końca 1972 roku, czyli do kolejnej reformy gminnej.